# إيزومي (كاغوشيما)
مدينة إيزومي (بالإنجليزية: Izumi)‏ هي أحد المدن التابعة لمحافظة كاغوشيما. تأسست رسميًا في 01/04/1954. ويقدر عدد سكانها بـ 56851 نسمة حسب تقدير مكتب الإحصاء الياباني لعام 2012. تبلغ مساحة إيزومي 330.06 كم2. بكثافة سكانية تبلغ 172 نسمة/كم2.

## توأمة
لإيزومي (كاغوشيما) اتفاقيات توأمة مع:
- كوشيرو (22 أغسطس 1989 - )

## أعلام
- كيسوكي أوساكو
- توشيهيكو يوشياما

## روابط خارجية
- الموقع الرسمي لمدينة إيزومي
- مكتب الإحصاءات البريطاني